# 春側金盞花
春側金盞花（学名：Adonis vernalis），又名春福壽草，是一種多年生的開花植物，生長在歐亞大陸的乾旱草原及沙地。它們主要在潘諾尼亞平原及西西伯利亞平原，由西班牙至中歐及南歐，北至瑞典都有個別的群落。它們與其他歐洲的側金盞花屬不同，是在春天開花的，花朵直徑長8厘米及有多達20枝鮮黃色的花瓣。
春側金盞花存在極少量的毒性原理。但它吸收不良，因此中毒不太可能。含有刺激心臟的化合物，包括：阿多尼丁及烏頭酸。它們也作為觀賞植物。

## 保育狀況
它是一種稀有植物，在它大多數生長的範圍內，大多數國家都有防止採集的法律保護。
德國和瑞士將 Adonis vernalis 評為：威脅等級 3級（瀕臨滅絕）。在奧地利，它被認為是瀕臨滅絕的，並且受到完全的法律保護。在巴伐利亞州，它受到嚴重威脅（危險程度2）。
其被列為《瀕危野生動植物種國際貿易公約》（CITES）附錄二的物種，被限制出口及貿易。

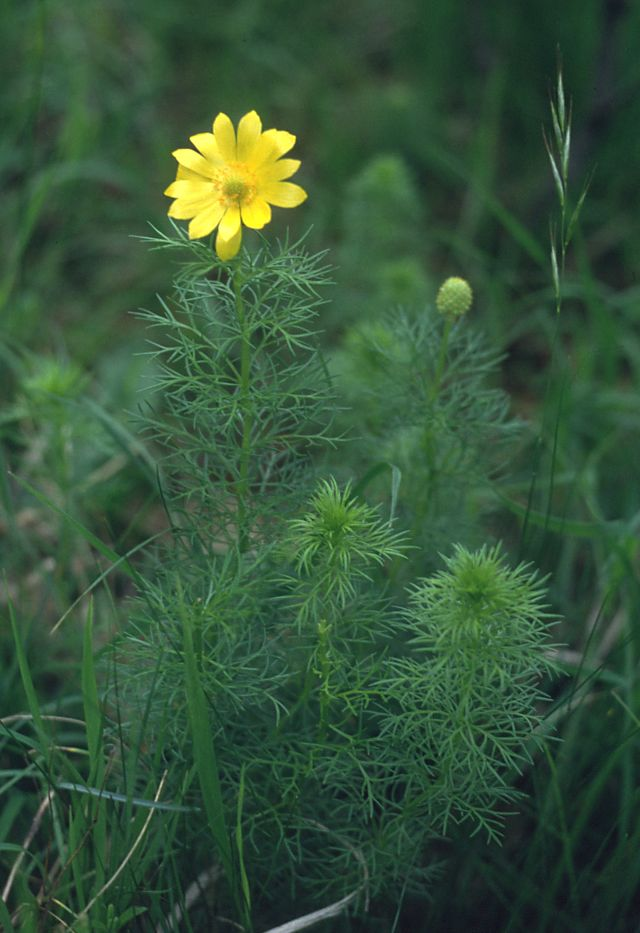
植株
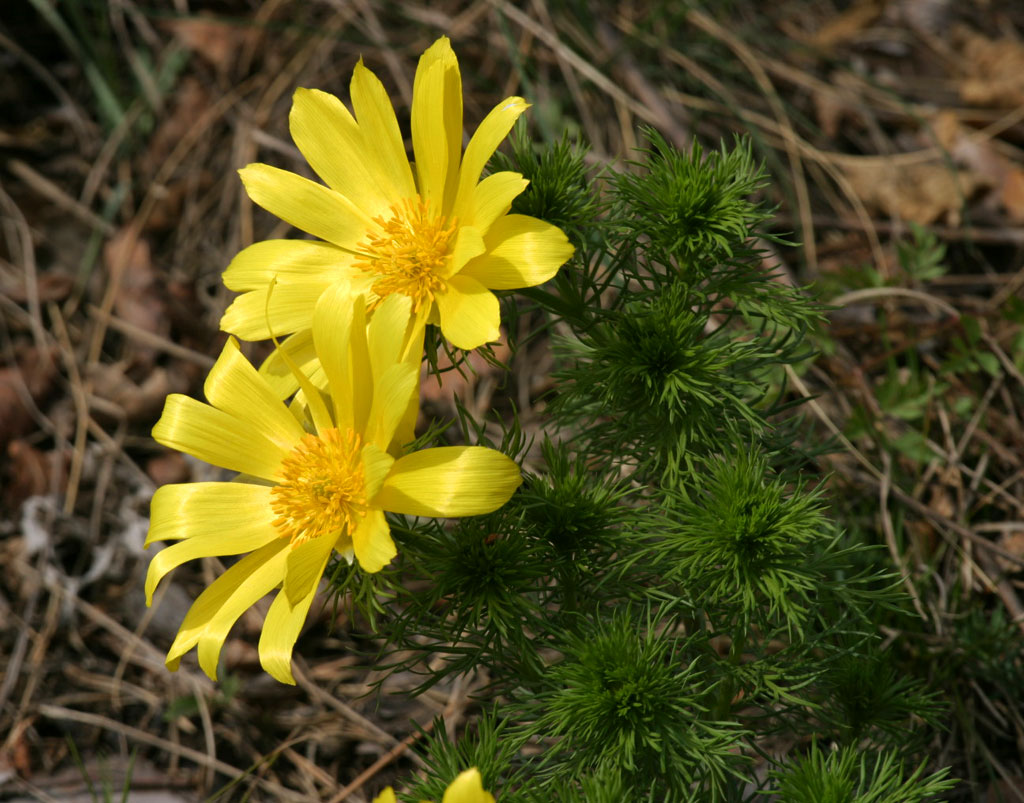
花
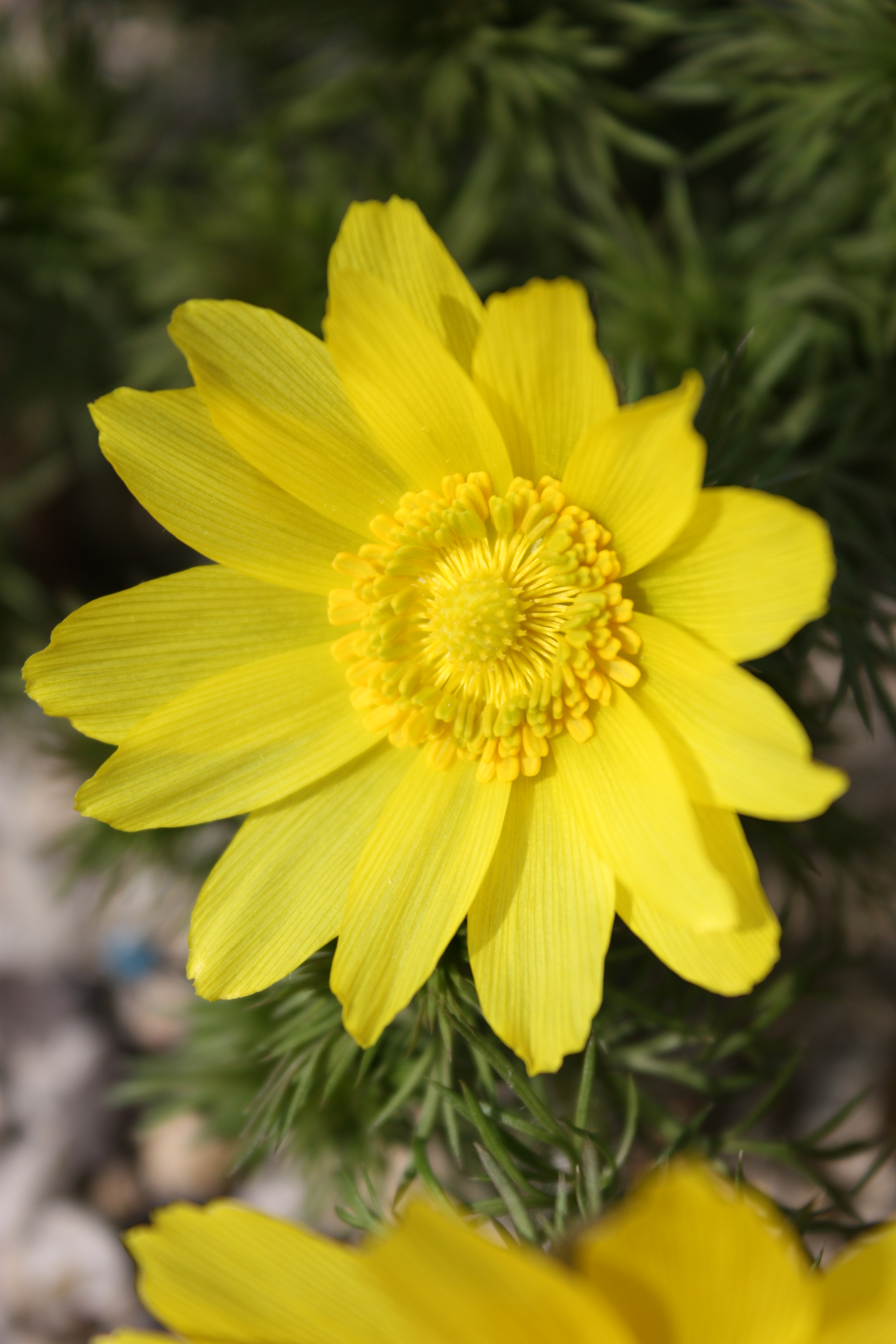
花